# 59 Elpis
Az 59 Elpis a Naprendszer kisbolygóövében található aszteroida. Jean Chacornac fedezte fel 1860. szeptember 12-én.